# Inkandescenca
Inkandescénca (iz latinske besede incandescere – žareti, zažareti) je pojav, pri katerem vroče telo oddaja vidno svetlobo zaradi visoke temperature. Občasno se pojav imenuje tudi vžig, vendar se ta lahko nanaša na začetek gorenja, kar je popolnoma drugačen proces.

## Fizikalne osnove pojava
Temperatura, pri kateri se pojavi inkandescenca, je bila v preteklosti predmet razprav zaradi omejenosti merilnih naprav in subjektivnosti pri opazovanju svetlobe; tako je Newton npr. določil temperaturo pojava inkandescence pri 635 °C, vendar je temperatura bistveno premajhna, saj so bile njegove metode merjenja in opazovanja dokaj pomanjkljive. Če se privzame, da mora biti svetilnost dovolj velika, da jo zazna človeško oko, in da se bodo vrednosti različnih opazovalcev v določeni meri razlikovale ter se s tem upošteva neko povprečno vrednost, znaša približna temperaturna meja, pri kateri se pojavi inkandescenca v skoraj vseh segretih trdninah, približno 525 ˚C oz. 798 K; ta meja se imenuje tudi Draperjeva točka. Poleg tega je treba privzeti tudi to, da obenem ne poteče nobena kemijska reakcija, ki bi oddajala svetlobo. Inkandescenca pod določeno točko sicer ni nična, vendar svetilnost v tem primeru ni dovolj velika, da bi jo človeško oko lahko zaznalo.
Na molekularnem nivoju segrevanje povzroči v glavnem termično ekscitacijo atomov v trdni snovi, nekaj termične kinetične energije pa se pretvori v ekscitacijo elektronov. Elektroni torej preidejo v višja vzbujena stanja, pri vračanju v osnovna energijska stanja pa oddajajo energijo v obliki fotonov, ki so nosilci elektromagnetnega valovanja.
Med vsemi kovinami ima volfram (W) najvišjo talilno temperaturo (3680 K) in najnižji ravnotežni parni tlak, zato je najprimernejši za uporabo v žarnicah. Ogljik lahko sicer prenese višji temperature, brez da bi se stalil, vendar prehitro izhlapi. Obstajajo zlitine, kot so kovinski karbidi in nitridi, z višjimi tališči in nižjim parnim tlakom, vendar postanejo pri visokih temperaturah krhki in se zato pogosto prelomijo.
Inkandescenčna svetloba seva v vse smeri, temperatura svetlobe pa določa barvo, podobno kot sevanje črnega telesa, in sicer si barve po temperaturi sledijo od najnižje črne, rdeče, oranžne in rumene do bele in modro-bele.

## Praktična uporaba
Plamen sveče stopi vosek, ki potuje navzgor zaradi kapilarnosti in nato izpari.  Plinast vosek je gorivo, ki lahko reagira s kisikom (O2). V sredini plamena je prisotna omejena količina kisika, ki počasoma difundira iz območja zunaj plamena. Reakcija poteka pri temperaturah od 800–1000 ºC, pri tem pa nastanejo voda, ogljikov dioksid (CO2), ogljikov monoksid (CO), ogljik (C) in vodik (H2) kot produkti delnega izgorevanja. Reakcija se zapiše kot:
{\displaystyle \mathrm {C_{17}H_{35}CO_{2}H} +\mathrm {11\;O_{2}} \;\longrightarrow \;\mathrm {9\;H_{2}O} +\mathrm {5\;CO_{2}} +\mathrm {5\;CO} +\mathrm {8\;C} +\mathrm {9\;H_{2}} \!\,.}
Blizu zunanjega območja je več kisika, zato monoksid, ogljik in vodik reagirajo s kisikom, posledično pa nastane rumen plamen, pri temperaturah od 1000–1200 °C, ter dioksid in voda. Takšen plamen je difuzijski, saj kisik počasi prehaja v osrednje območja plamena. Nasprotno od tega je spodnji del plamena modre barve, saj je kisik praktično že zmešan z gorivom, zaradi česar pride do popolnega izgorevanja. Podoben plamen nastane npr. tudi pri vžigalnikih.
Praktični zgled inkandescence so tudi navadne žarnice, pri kateri se žička segreje zaradi električnega upora in tako oddaja vidno svetlobo. Kljub temu je večina elektromagnetnega valovanja, ki ga žarnica oddaja, infrardeče sevanje (več kot 90 %), zaradi česar je tovrstna žarnica kot svetilo za moderne standarde neučinkovita. Fluorescenčna svetilka ne deluje po načelu inkandescence, pač pa preko kombinacije termične emisije in vzbujanja atomov zaradi trkov z visokoenergijskimi elektroni. 
Inkandescenco se izrablja še v mnogih drugih primerih, kot so pirotehnični izdelki, signalne rakete, bliskavice pri fotoaparatih (kjer oddajajo svetlobo cirkonijeve spojine) in sledilni naboji. Magnezijeve spojine gorijo pri visokih temperaturah in oddajajo močno belo svetlobo; le-to se lahko poljubno obarva s klorati, perklorati in nitrati v pirotehničnih izdelkih. 